# Obóz pracy w Magnuszowiczkach
Obóz pracy w Magnuszowiczkach (niem. Zwangsarbeitslager Klein Mangersdorf, wcześniej kolejno: Reichsautobahnlager Klein Mangersdorf, Judenlager Klein Mangersdorf i Judenlager-Arbeitslager Klein Mangersdorf) – były niemiecki nazistowski obóz pracy przymusowej dla ludności polskiej i żydowskiej zlokalizowany we wschodniej części wsi Magnuszowiczki (wówczas: Klein Mangersdorf) w powiecie opolskim.

## Historia

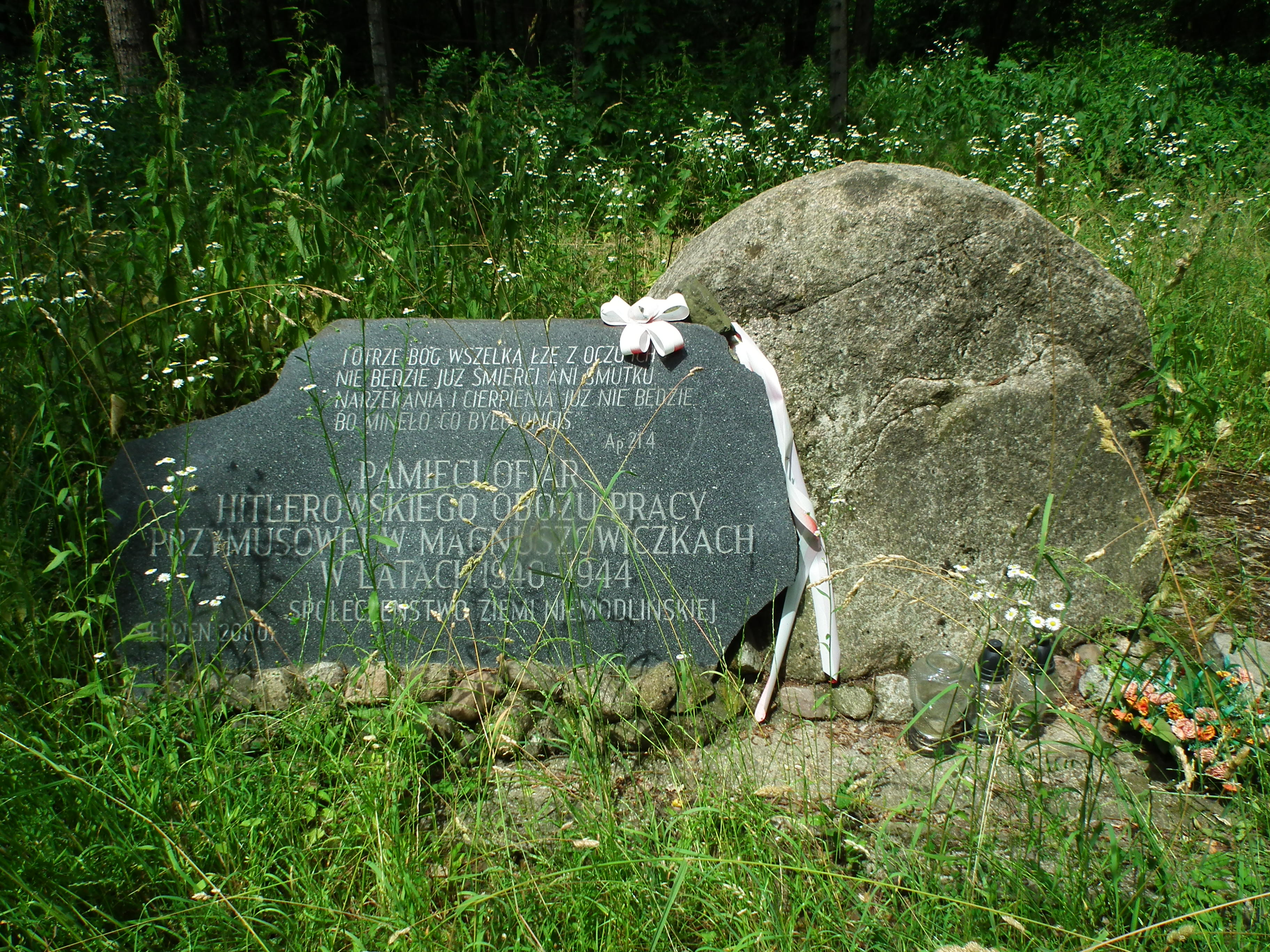
Głaz pamiątkowy

### Powstanie i działanie
Obóz powstał zapewne jesienią (może też w marcu) 1940 i był jednym z piętnastu obozów na Opolszczyźnie, gdzie przetrzymywano robotników przymusowych budujących autostradę z Wrocławia do Gliwic i Krakowa (pokrywającą się zasadniczo z obecną autostradą A4, która przebiega kilkaset metrów obok). W pierwszej fazie funkcjonowania obozu przywieziono tu 350 polskich robotników z terenu Zagłębia. Od jesieni 1940 na ich miejsce zwożono Żydów z Będzina, Sosnowca, Czeladzi i Chrzanowa, przy czym obie narodowości krótko przebywały tam łącznie.
20 października 1940 lager został podporządkowany Organizacji Schmelt. Liczył 288 miejsc, ale najczęściej przetrzymywano w nim około trzystu osób. 30 kwietnia 1942 było tu aż 398 Żydów. Zmuszano ich do pracy na trasie budowanej autostrady (mężczyźni: karczowanie lasów, przemieszczanie ziemi, kobiety: prace gospodarcze w obozie), a formalnie zatrudniało ich przedsiębiorstwo Julius Schallhorn z Berlina. Obóz tworzyło kilka baraków dla więźniów, jeden zawierający łaźnię i jeden przeznaczony dla strażników. Baraki dla więźniów były nieogrzewane, brudne i zawszone. Praca trwała dwanaście godzin na dobę, racje żywnościowe były głodowe, a paczki z zewnątrz często rozkradane przez Niemców. Więźniowie byli wycieńczeni i często chorowali. Nie ustalono dotąd liczby ofiar śmiertelnych obozu, jednak wiadomo, że zwłoki wywożono w nieznane miejsce i grzebano w lesie. Strażnicy obozowi byli brutalni, a w lagrze panował terror. 

### Likwidacja
Wiosną 1942 zapadła decyzja o zaniechaniu budowy autostrady, jednak obóz zamknięto dopiero w czerwcu 1944. Więźniów przeniesiono do Lagru Blechhammer w Blachowni Śląskiej, który był podobozem KL Auschwitz. Przez obóz przeszło łącznie 502 Polaków.

## Upamiętnienie
W miejscu obozu znajduje się głaz pamiątkowy ustanowiony w 2000, z napisem o treści: Pamięci ofiar hitlerowskiego obozu pracy przymusowej w Magnuszowiczkach w latach 1940-1944 społeczeństwo Ziemi Niemodlińskiej. Oprócz tego na głazie wyryto treść z Apokalipsy św. Jana: I otrze Bóg wszelką łzę z oczu ich / Nie będzie już śmierci ani smutku / Narzekania i cierpienia już nie będzie / Bo minęło co było ongiś.
W 2011 dr Henryka Maj opublikowała książkę na temat obozu wraz z listą więźniów (ponad rok przebywał w nim jej ojciec).